# 薩克森-勞恩堡的多蘿西亞
薩克森-勞恩堡的多蘿西亞（德語：Dorothea von Sachsen-Lauenburg，1511年7月9日—1571年10月7日）是一位丹麥王后，薩克森-勞恩堡公爵馬格努斯一世的女兒，出身自阿斯坎尼家族。
多蘿西亞和克里斯蒂安三世在1525年結婚。當克里斯蒂安的父親弗雷德里克一世於1533年去世時，丹麥國內天主教派的貴族支持前國王克里斯蒂安二世即位，伯爵戰爭因此爆發，多蘿西亞與丈夫直到1537年才得以加冕。1559年克里斯蒂安三世去世，由長子弗雷德里克二世繼位。多蘿西亞與弗雷德里克的關係很差，多蘿西亞總是試圖干預兒子的決策。1571年她在森訥堡城堡去世。

## 子女
1. 安娜（1532年－1585年）
2. 弗雷德里克二世（1534年－1588年）
3. 馬格努斯（英语：Magnus, Duke of Holstein）（1540年－1583年），霍爾斯坦公爵
4. 年輕者漢斯（1545年－1622年）
5. 多蘿西亞（1546年－1617年）